# Johannes Hoops
Johannes Hoops (* 20. Juli 1865 in Bremen-Rablinghausen; † 14. April 1949 in Heidelberg) war ein deutscher Anglist und Mediävist.

## Leben

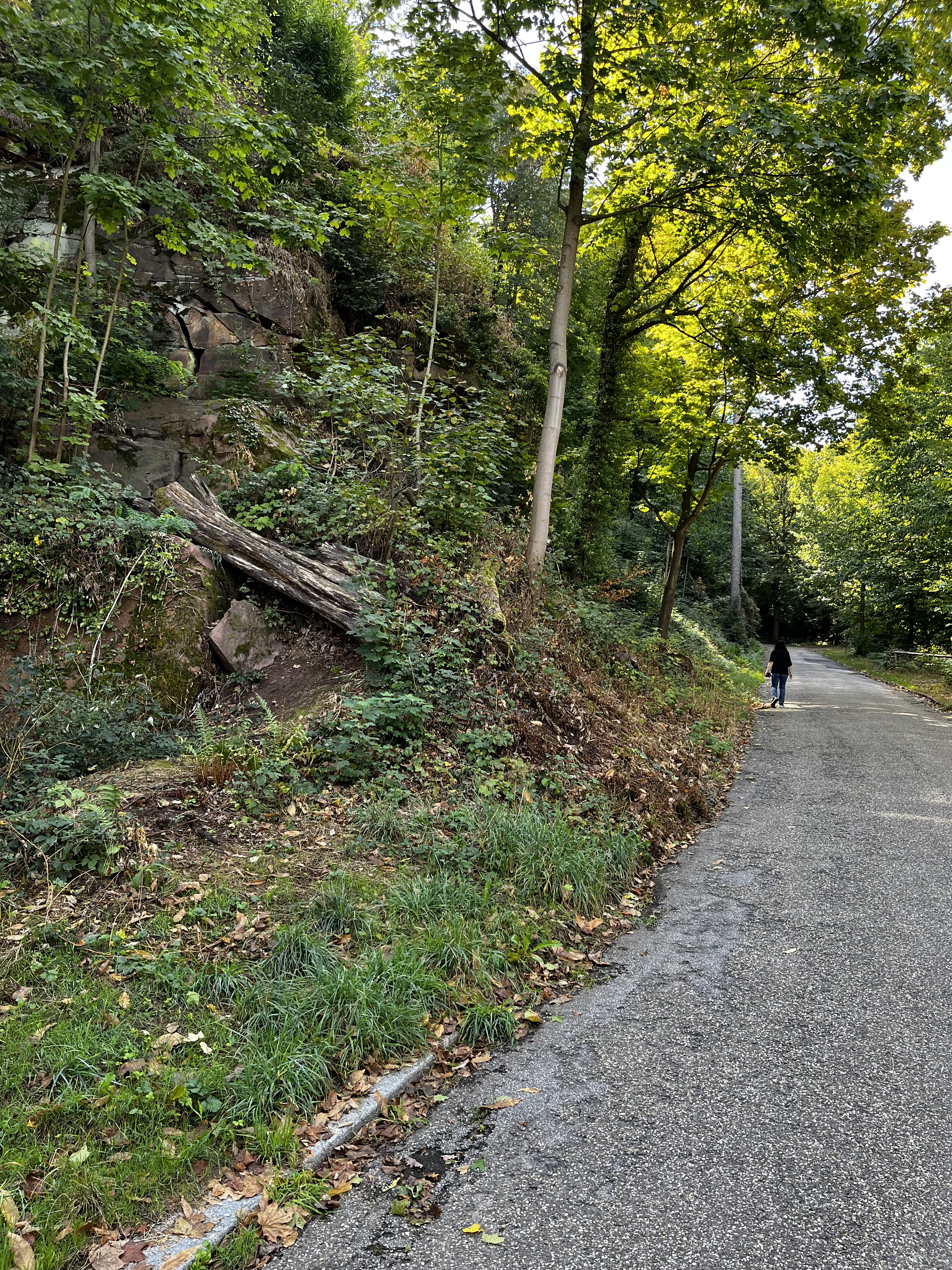
Blick auf den Johannes-Hoops-Weg am Gaisberg bei Heidelberg

Johannes Hoops studierte in Jena und Freiburg und lehrte von 1894 bis 1896 an der Eberhard Karls Universität Tübingen und ab 1896 bis ins hohe Alter an der Ruprecht-Karls-Universität Heidelberg, seit 1902 als ordentlicher Professor. Nach dem Zweiten Weltkrieg wurde er kurzzeitig mit 80 Jahren Rektor der Universität. Seit 1932 war er ordentliches Mitglied der Heidelberger Akademie der Wissenschaften. 1939 wurde er als korrespondierendes Mitglied in die Preußische Akademie der Wissenschaften aufgenommen. Im Jahr 1940 erhielt er die Goethe-Medaille für Kunst und Wissenschaft.
Vor allem drei Gebiete sind als Arbeitsschwerpunkte zu nennen: altertumkundliche Studien zur Botanik, Forschungen zum Beowulf und die Herausgabe des Reallexikons der Germanischen Altertumskunde (RGA), dessen Erstauflage von ihm in vier Bänden 1911–1919 herausgegeben wurde.
In Heidelberger Stadtwald wurde eine Straße (Johannes-Hoops-Weg) am Gaisberg nach ihm benannt. 
Sein Sohn Reinald Hoops (1906–1943) wurde 1939 als linientreuer Nationalsozialist auf den Lehrstuhl für Anglistik der Universität Innsbruck berufen. Er fiel als SS-Untersturmführer im Zweiten Weltkrieg in Russland.

## Veröffentlichungen
- Über die altenglischen Pflanzennamen. Dissertation Universität Freiburg 1889.
- Keat's Jugend und Jugendgedichte. Reisland, Leipzig 1895 (= Habilitationsschrift Universität Tübingen).
- Waldbäume und Kulturpflanzen im germanischen Altertum. Trübner, Strassburg 1905.
- (Bearb.): Englische Sprachkunde. Perthes, Stuttgart 1923.
- Kommentar zum Beowulf. Winter, Heidelberg 1932 (2. Aufl. 1965).
- Beowulfstudien (= Anglistische Forschungen, Bd. 74). Winter, Heidelberg 1932.
- Shakespeares Name und Herkunft. Winter, Heidelberg 1941.
- Geschichte des Ölbaums. Winter, Heidelberg 1944.